# Farbe Rot
Farbe Rot (hebräisch צבע אדום Tzeva Adom) ist ein Radarwarnsystem, das die israelischen Streitkräfte in mehreren Städten in der Nähe des Gazastreifens installiert haben. Das System soll die israelische Bevölkerung vor unmittelbar bevorstehenden Raketenangriffen – insbesondere mit Kassam-Raketen – warnen.
Das System ist in mehreren südisraelischen Städten installiert, die sich in Reichweite der Raketen befinden, die vom Gazastreifen aus abgefeuert werden, darunter Sderot und Aschkelon. Wenn die Radarsignatur einer gestarteten Rakete vom Radar erkannt wird, löst das System automatisch das öffentliche Warnsystem der nahegelegenen Städte und Militärbasen aus. Ein elektronischer Zweiton-Alarm wird zweimal ausgesendet, gefolgt von einer aufgenommenen weiblichen Stimme, die den hebräischen Ausdruck „Tzeva Adom“ (hebr. für „Farbe Rot“) mehrmals durchsagt. Dieser Vorgang wird solange wiederholt, bis alle Raketen eingeschlagen sind und keine weiteren Starts festgestellt werden.

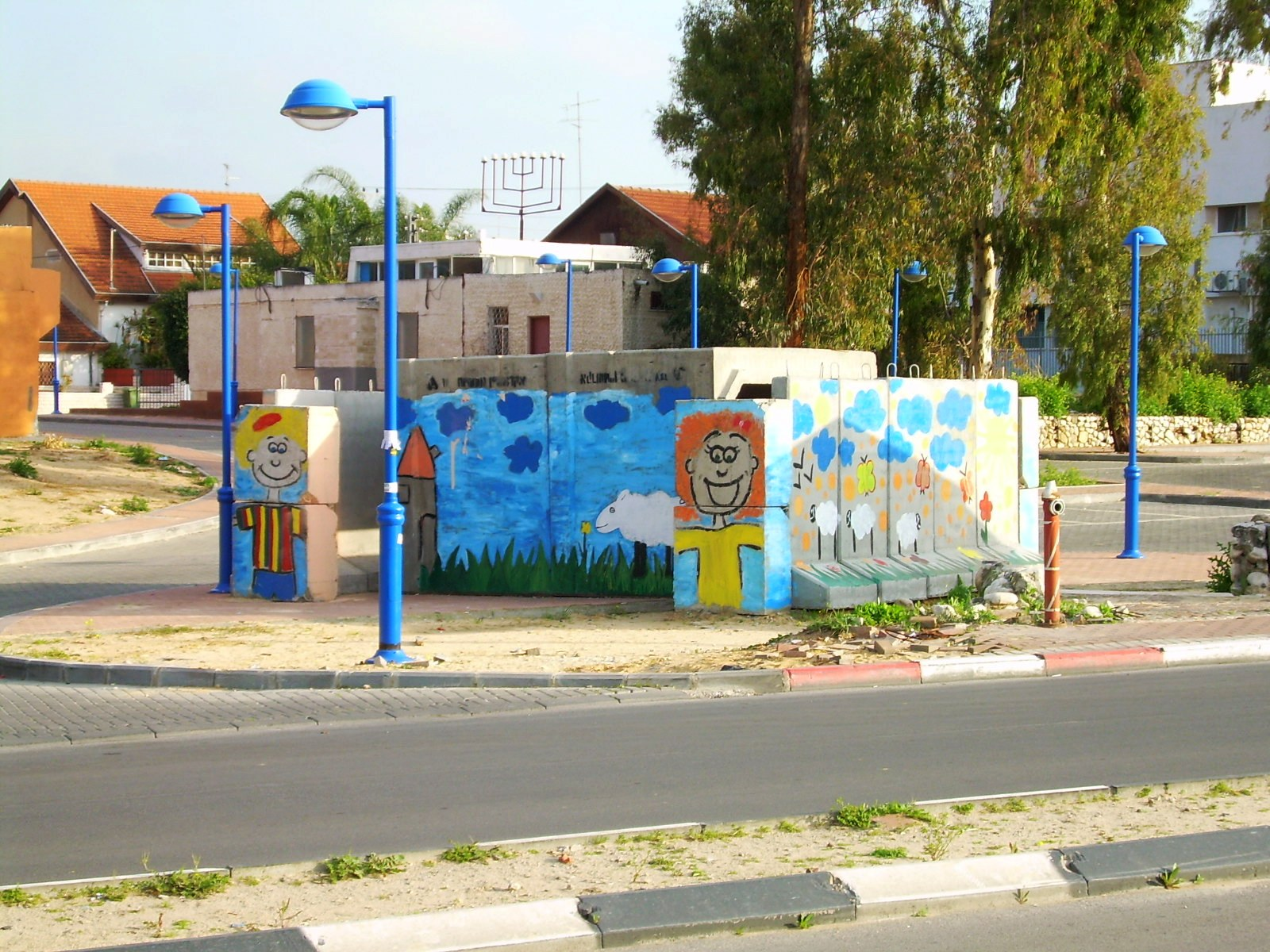
Splitterschutz-Unterstand in Sderot, 2008

In Sderot hat die Bevölkerung nach dem Warnsignal etwa 15 Sekunden Zeit, vor den anfliegenden Geschossen Schutz zu suchen. Das System wurde in Aschkelon zwischen Juli 2005 und April 2006 eingerichtet.
Bis 2007 wurde der hebräische Ausdruck „Schachar Adom“ („Rote Dämmerung“) verwendet. Dies wurde jedoch entsprechend geändert, nachdem sich ein siebenjähriges Mädchen mit dem Namen „Schachar“ (hebr. für „Dämmerung“) darüber beschwert hatte.
Seit 2014 sind die Warnungen auch über eine Mobile App verfügbar, die für iOS- und Android-Geräte angeboten wird. Während der Operation Protective Edge im Juli 2014 war es die am häufigsten heruntergeladene App in Israel. Nutzer können wählen, ob sie landesweit oder nur in ihren Bezirken Warnungen vor Raketenangriffen erhalten möchten.
Im Zuge des Terrorangriffs der Hamas auf Israel am 7. Oktober 2023 brüstete sich die als prorussisch aufgefallene Hacker-Gruppierung Anonymous Sudan mit dem Erfolg, die Website Tzeva Adom sei durch ihre Aktionen nicht mehr funktional. Außerdem gelang es der Hacktivistengruppe AnonGhost, die Mobile App Red Alert mit falschen Raketenmeldungen, Spamnachrichten und Morddrohungen zu fluten.